# Pocaia (Monterchi)
Pocaia (300 m s.l.m.) è una frazione del comune di Monterchi, da cui dista 2,35 km., in provincia di Arezzo nella Diocesi Arezzo-Cortona-Sansepolcro, nata tra il XII e XIII secolo come espansione del castello di Pocaia di cui non restano testimonianze materiali.
E citata nel Dizionario Geografico Fisico Storico della Toscana di Emanuele Repetti come toponimo collegato a due parrocchie: S. Agata a Pocaja, e S. Biagio a Pocaja. Santi legati ai primi martiri cristiani il cui culto si sviluppa attorno ai V e VI secolo. E citata anche come luogo con presenza di casi di colera sporadico nel 1856
Vi sono stati fatti ritrovamenti archeologici relativi ad un fundus d'epoca romana appartenuto a  Plinio il Giovane attivo fino al III e IV sec. d.C.ed a una necropoli del I sec. a.C.
Fino ai primi anni del Novecento era presente il culto della  "Madonna del latte".
Nella locale Chiesa della Madonna Bella è venerata, come protettrice degli autisti e dei viaggiatori, una Madonna con bambino in terracotta 